# العلاقات التشيكية الكولومبية
العلاقات التشيكية الكولومبية هي العلاقات الثنائية التي تجمع بين التشيك وكولومبيا.

## مقارنة بين البلدين
هذه مقارنة عامة ومرجعية للدولتين:
| وجه المقارنة                                              | التشيك                                                                            | كولومبيا        |
| --------------------------------------------------------- | --------------------------------------------------------------------------------- | --------------- |
| المساحة (كم2)                                             | 78.87 ألف                                                                         | 1.14 مليون      |
| عدد السكان (نسمة)                                         | 10.52 مليون                                                                       | 49.07 مليون     |
| الكثافة السكانية (ن./كم²)                                 | 133.38                                                                            | 43.04           |
| العاصمة                                                   | براغ                                                                              | بوغوتا          |
| اللغة الرسمية                                             | اللغة التشيكية                                                                    | اللغة الإسبانية |
| العملة                                                    | كرونة تشيكية، كرونة تشيكوسلوفاكية                                                 | بيزو كولومبي    |
| الناتج المحلي الإجمالي (بليون دولار)                      | 215.73 مليار                                                                      | 309.19 مليار    |
| الناتج المحلي الإجمالي (تعادل القوة الشرائية) بليون دولار | 356.15 مليار                                                                      | 724.96 مليار    |
| الناتج المحلي الإجمالي الاسمي للفرد دولار أمريكي          | 17.55 ألف                                                                         | 7.60 ألف        |
| الناتج المحلي الإجمالي للفرد دولار أمريكي                 | 31.19 ألف                                                                         | 13.36 ألف       |
| مؤشر التنمية البشرية                                      | 0.878                                                                             | 0.720           |
| رمز المكالمات الدولي                                      | +420                                                                              | +57             |
| رمز الإنترنت                                              | .cz                                                                               | .co             |
| المنطقة الزمنية                                           | ت ع م+01:00، ت ع م+02:00، توقيت وسط أوروبا، توقيت وسط أوروبا الصيفي، أوروبا/براغ ‏ | 00              |

## مدن متوأمة
في ما يلي قائمة باتفاقيات التوأمة بين مدن تشيكية وكولومبية:
- ترتبط براغ مع كالي باتفاقية توأمة منذ 1967.

## منظمات دولية مشتركة
يشترك البلدان في عضوية مجموعة من المنظمات الدولية، منها:
| علم المنظمة | اسم المنظمة                               | تاريخ انضمام التشيك | تاريخ انضمام كولومبيا |
| ----------- | ----------------------------------------- | ------------------- | --------------------- |
|             | مؤسسة التنمية الدولية                     | 1993                | 16 يونيو 1961         |
|             | يونسكو                                    | 22 فبراير 1993      | 31 أكتوبر 1947        |
|             | مؤسسة التمويل الدولية                     | 1993                | 20 يوليو 1956         |
|             | منظمة حظر الأسلحة الكيميائية              | ?                   | ?                     |
|             | الأمم المتحدة                             | 19 يناير 1993       | 5 نوفمبر 1945         |
|             | الاتحاد الدولي للاتصالات                  | 1993                | 25 أغسطس 1914         |
|             | منظمة الشرطة الجنائية الدولية             | ?                   | ?                     |
|             | البنك الدولي للإنشاء والتعمير             | 1993                | 24 ديسمبر 1946        |
|             | الاتحاد البريدي العالمي                   | ?                   | ?                     |
|             | المركز الدولي لتسوية المنازعات الاستشارية | 22 أبريل 1993       | 14 أغسطس 1997         |
|             | وكالة ضمان الاستثمار متعدد الأطراف        | 1993                | 30 نوفمبر 1995        |
|             | حلف شمال الأطلسي                          | 12 مارس 1999        | ?                     |
|             | منظمة التجارة العالمية                    | ?                   | ?                     |
|             | الفريق المعني برصد الأرض                  | ?                   | ?                     |

## وصلات خارجية
- موقع وزارة الخارجية التشيكية